# Bretha Nemed
Bretha Nemed ['bʴrʴeθa 'Nʴevʴeð] nennen sich zwei Sammlungen von Rechtstexten in altirischer Sprache. Besonders die Rechte und Pflichten bestimmter Gruppen, z. B. der Dichter und Barden, werden darin aufgelistet. 
Teilweise schon ab dem 7. Jahrhundert sind die ersten derartigen Aufzeichnungen in Munster im Süden Irlands festzustellen. Verfasst wurden die Texte von der einst berühmten Rechts„schule“ Bretha Nemed, die den Sammelschriften auch den Namen gab. Zwei rudimentäre Aufzeichnungen davon sind heute noch erhalten: die jüngere Bretha Nemed Déidenach („die letzte Bretha Nemed“), niedergeschrieben von Dubhaltach Mac Fhirbhisigh im 17. Jahrhundert (Zeit unsicher), heute aufbewahrt im Trinity College in Dublin (MS 1317 H.2.15B) und die ältere Bretha Nemed Toísech („die erste Bretha Nemed“), aufbewahrt in der British Library in London (MS Nero A 7).